# Helladia iranica
Helladia iranica là một loài bọ cánh cứng trong họ Cerambycidae.